# Monastero di San Vito (Belpasso)
Il monastero di San Vito è un antico monastero benedettino fondato a Paternò, in un'area denominata Feudo di San Vito, oggi facente parte del comune di Belpasso, in provincia di Catania.

## Storia e descrizione
Il complesso sorse nell'area nordoccidentale rispetto all'abitato di Paternò e fu uno dei primi monasteri benedettini ad essere fondati in Sicilia, visto che il cenobio è citato in due epistole di Gregorio Magno (604) il quale fa riferimento a un privilegio di papa Pelagio I (555 - 560). Esso, inoltre, è probabilmente il primo nell'area attorno all'Etna. Fu dedicato a san Vito, perché, secondo la tradizione, vì transitò il santo in occasione del suo viaggio verso la Lucania.
Dopo il 732, in epoca bizantina, il monastero passò all'ordine basiliano con liturgia ortodossa, per poi tornare ai benedettini con l'avvento dei Normanni nella città, quando probabilmente divenne promiscuo, visto che da qui provennero le monache che nel 1350 fondarono il Monastero della Santissima Annunziata, allorché la nobildonna Gertrude di Sanfilippo donò le sue case e il suo palazzo sul colle paternese.
I monaci, invece, lo abbandonarono pochi anni dopo, quando nel 1359 si trasferirono nel monastero di Nicolosi insieme a quelli di Santa Maria di Licodia e di San Leone in Pannacchio.
Nel 1863 il barone di San Vito fece edificare un palazzo sui ruderi dell'antico monastero, poi passato nel XX secolo all'azienda agricola dell'istituto "Ardizzone Gioieni" di Catania.